# خانه روستایقان
خانه روستایقان مربوط به اوایل دوره پهلوی است و در احمدآباد، خیابان آیت ا فکور، خیابان امام خمینی، کوچه شهید محمدی واقع شده و این اثر در تاریخ ۲ بهمن ۱۳۸۲ با شمارهٔ ثبت ۱۰۷۹۲ به‌عنوان یکی از آثار ملی ایران به ثبت رسیده‌است.